# HKC
HKC（英：HKC CORPORATION LIMITED、中：惠科股份有限公司、HuiKe Corp）は、ゲーミングブランド「KOORUI」を展開する中国のPC周辺機器メーカー。2001年設立。
1997年に広州に設立された、ディスプレイを製造する工場（現・惠科集団）が母体。その後、PCケース、電源、スピーカーなどその他のPC周辺機器にも進出した。2003年より深圳を拠点としている。傘下に複数の液晶パネル工場を持ち、自社製モニタに自社製パネルを採用していることが特徴。
日本法人はHKC JAPAN株式会社。

## 概要
中国でPCケース、電源、モニタなどを製造・販売している。元々は他社向けのOEMが主体だったが（日本市場ではMSIなどがHKCの電源やモニタを販売していた）、2018年よりゲーミングブランド「ANTGAMER」を立ち上げて自社展開を開始。2022年頃より自社パネル製のゲーミングモニタを中心に「KOORUI」のブランド名で展開している。「KOORUI」は、ゲーミングモニタとしては破格の値段が特徴。
2017年に重慶に中国初となる第8.6世代の液晶工場を稼働（世界でも台湾Innolux（群創光電）に続く2番目である）。これに加え、2017年から2019年にかけて、滁州、綿陽、長沙にも第8.6世代の巨大な液晶工場を建設。この4か所を拠点に、地元市政府の補助金を受けながら生産ラインを拡大し、2020年には液晶パネルの出荷枚数で世界第7位に、2023年には世界3位に躍り出た。
2023年現在、大手ディスプレイメーカーとなったものの、有機EL（OLED）のラインを持たないため、液晶パネルの薄利多売を余儀なくされている。そのため、OLED技術のライセンシングを行っているジャパンディスプレイ社と2023年に提携。HKCのOLEDパネル工場は2025年ごろに稼働予定。
しかし、2023年9月末、ジャパンディスプレイとの提携交渉が決裂した。